# NGC 6157
NGC 6157 (другие обозначения — MCG 9-27-39, ZWG 276.18, NPM1G +55.0256, PGC 58101) — галактика в созвездии Дракон.
Этот объект входит в число перечисленных в оригинальной редакции «Нового общего каталога».